# Kreitzer Glacier
Kreitzer Glacier är en glaciär i Antarktis. Den ligger i Östantarktis. Australien gör anspråk på området. Kreitzer Glacier ligger 159 meter över havet.
Terrängen runt Kreitzer Glacier är kuperad österut, men västerut är den platt. Terrängen runt Kreitzer Glacier sluttar brant västerut. Trakten är obefolkad. Det finns inga samhällen i närheten.